# Hedyscepe
Hedyscepe es un género  de plantas con flores perteneciente a la familia  de las palmeras Arecaceae.  Su única especie Hedyscepe canterburyana es originaria de Australia.

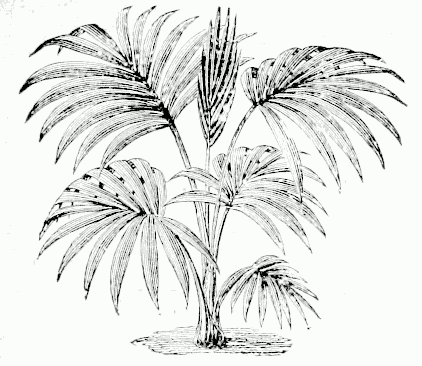
Ilustración

## Descripción
H. canterburyana tiene un crecimiento lento y alcanza  hasta 10 metros de altura que crece en los bosques de montaña, acantilados y las crestas expuestas con vistas al mar, a unos 400 a 750 metros de altitud.  Tiene un delgado tronco, con una prominente y plateada corona densa, de color verde oscuro, hojas arqueadas con frondas recurvadas, algo que recuerda de los de Howea belmoreana. La fruta en forma de huevo es de color rojo pscuro en la fase de madurez, y  de alrededor de 4 cm de largo. Aparecen densamente agrupadas en espigas de fructificación por debajo de la corona.  Cada fruta contiene una sola semilla.

## Hábitat y distribución
Es endémica de la isla Lord Howe, en Australia y está tratada en peligro de extinción por pérdida de hábitat. Es una palma solitaria con una corona, y unisexual que lleva flores de ambos sexos.  Con la Rhopalostylis de la Isla Norfolk y Nueva Zelanda  constituye la botánica subtribu Rhopalostylidinae.  Si difiere de Rhopalostylis en menores detalles florales, entre ellos que tienen más de seis estambres, y en el que es protandrous en lugar de protogynous. Los dos géneros se incluían anteriormente en Archontophoenicinae hasta su  revisión (Dransfield, Uhl et al., 2005).

## Cultivo

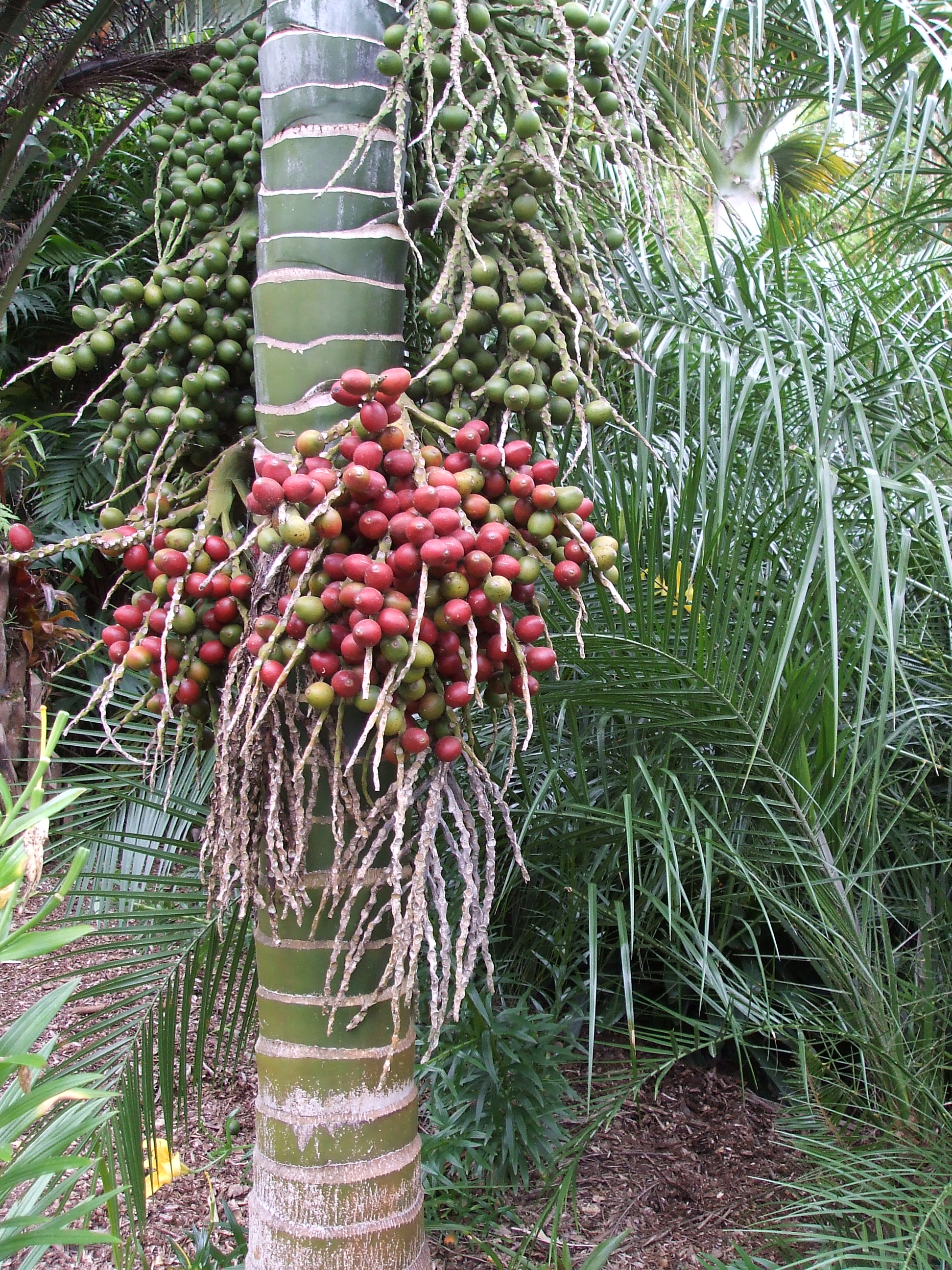
Frutos de Hedyscepe canterburyana

La isla de Lord Howe tiene un clima subtropical.  Los veranos son cálidos leve a regular con  lluvia, y los inviernos son húmedos y algo más fresco.  Promedio de temperaturas máximas oscilan entre 17 y 20 °C en invierno y de 24 a 27 °C en el verano.  En invierno, las temperaturas mínimas promedio oscilan entre 12 y 15 °C y 18 a 22 °C en verano. Humedad en los promedios de 60 a 70 por ciento durante todo el año.
H. canterburyana es una palma muy atractiva que se está convirtiendo cada vez más popular entre los aficionados en el jardín subtropical frío y caliente de los climas templados.  Es difícil crecer en los trópicos o noches donde nunca se enfríe, pero no así en climas como Sídney y Auckland, y puede tolerar las heladas ocasionales, una vez establecido. Es necesario un suelo rico orgánico, y vivir con sol durante al menos los cinco primeros años.  También nace bien en contenedores o como plantas de interior donde la luz es buena. Solo las plantas son capaces de producir fértiles semillas.  De semillas frescas es lenta y errática, en la germinación, las plantas de semillero con que aparecen de cinco a 18 meses después de que se siembran. Las frutas tardan hasta cuatro años para madurar y no es fácil de decir cuando las semillas están maduras.

## Taxonomía
Hedyscepe canterburyana fue descrito por O.F.Cook) Becc. y publicado en Linnaea 39: 204. 1875.
Etimología
Hedyscepe: nombre genérico de deriva de hedys = "agradable" y skepe = "sombra", en alusión a su nombre local, palma paraguas o palma de sombra.
canterburyana: epíteto
Sinonimia
- Kentia canterburyana C.Moore & F.Muell.
- Veitchia canterburyana (C.Moore & F.Muell.) H.Wendl.[5][6][7]